# Alexis Mendoza
Alexis Antonio Mendoza Barrina, född 8 november 1961, är en colombiansk fotbollstränare som tränar Independiente del Valle sedan 2016. Han är före detta professionell fotbollsspelare som spelade som mittback för fotbollsklubbarna Junior, América de Cali, Veracruz och Deportivo Unicosta mellan 1983 och 1998. Mendoza spelade också 67 landslagsmatcher för det colombianska fotbollslandslaget mellan 1987 och 1997.
Han vann Categoría Primera A fyra gånger, två med América de Cali (1990 och 1992) och två med Junior (1993 och 1995).
Efter den aktiva spelarkarriären har han varit tränare eller assisterande tränare för Alianza Petrolera, colombianska landslaget, honduranska fotbollslandslaget och dess U23-landslag, ecuadorianska fotbollslandslaget och Junior, där han vann 2015 års Copa Colombia.